# SmithGroup
El SmithGroup es una firma internacional de arquitectura, ingeniería y planificación. Fundada en la ciudad de Detroit, la más importante de l estado de Míchigan, en 1853 por el arquitecto Sheldon Smith, SmithGroup es la firma de arquitectura e ingeniería en funcionamiento continuo más antigua de los Estados Unidos que no es una subsidiaria de propiedad total. El nombre de la empresa se cambió a Field, Hinchman & Smith en 1903, y luego a Smith, Hinchman & Grylls en 1907. En 2000, la empresa cambió su nombre a SmithGroup. En 2011, la empresa incorporó a su empresa hermana, JJR, a su nombre, convirtiéndose en SmithGroupJJR. A partir del 1 de agosto de 2018, la empresa volvió a cambiar su nombre a SmithGroup.
A partir de 2018, se encuentra entre las 50 principales firmas de arquitectura según Architect Magazine, la revista oficial de American Institute of Architects y también está clasificada como la sexta firma de arquitectura / ingeniería más grande de los Estados Unidos. Tiene oficinas en 15 ciudades: Ann Arbor, Boston, Chicago, Dallas, Denver, Detroit, Los Ángeles, Madison, Milwaukee, Phoenix, Pittsburgh, San Diego, San Francisco, Shanghái y Washington Se expandió fuera de América del Norte al abrir una oficina en Shanghái, China, en diciembre de 2013.
Los arquitectos notables de la empresa incluyen Minoru Yamasaki, Wirt C. Rowland, C. Howard Crane y Rosa T. Sheng.

## Proyectos destacados

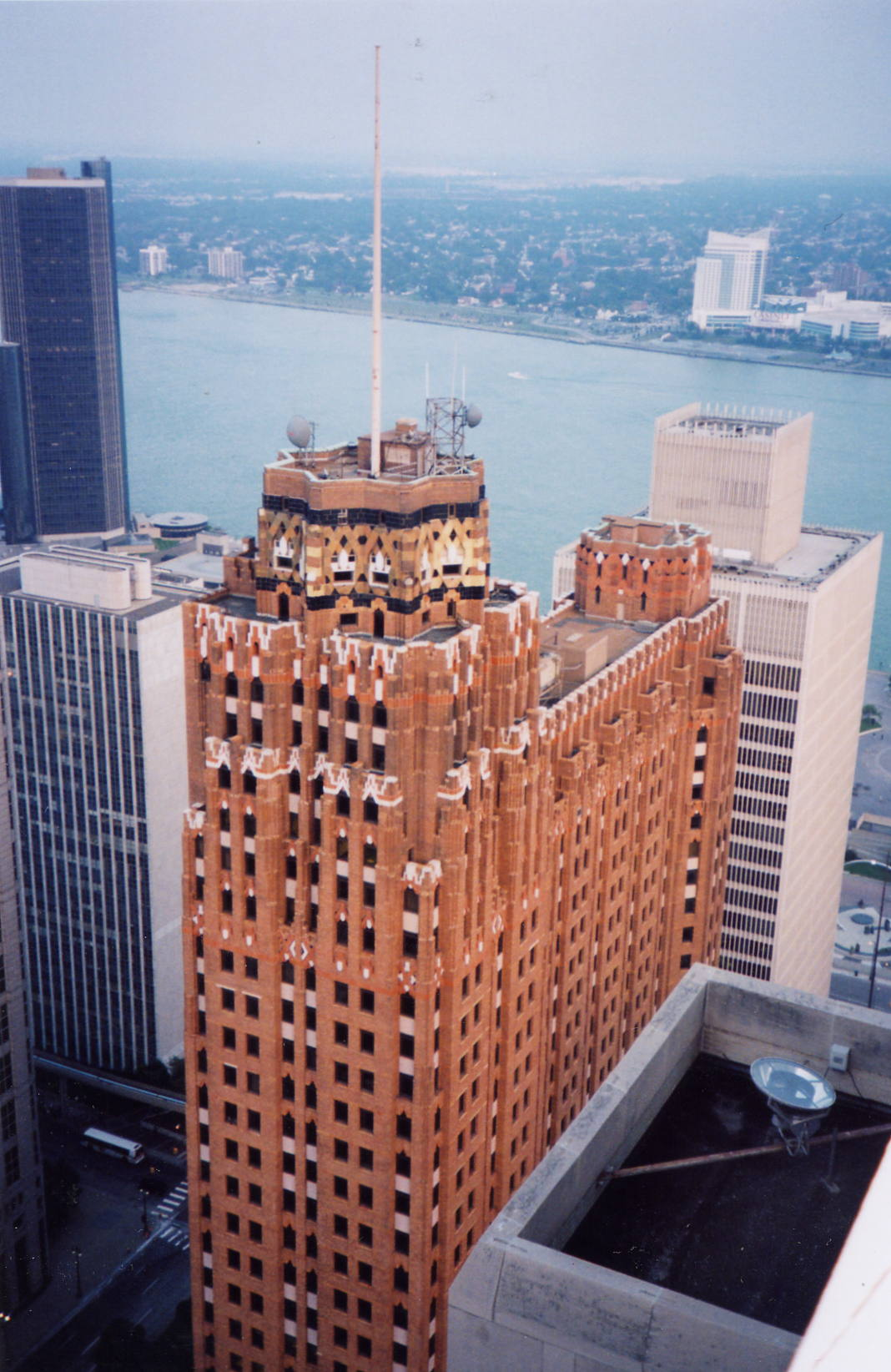
Guardian Building, Detroit

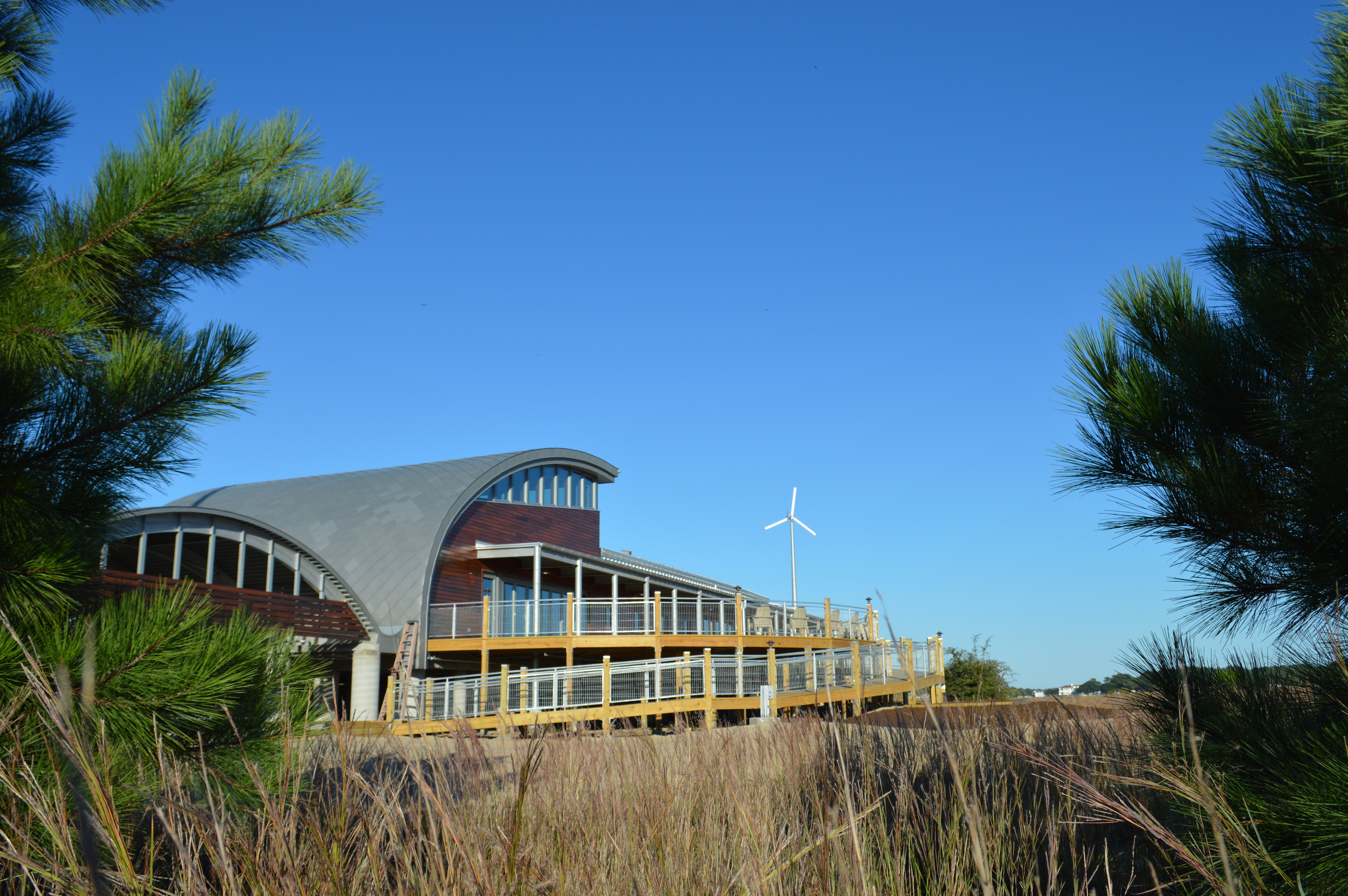
The Brock Environmental Center

| Proyecto                                                             | Ubicación           | Año  | Arquitectos               | Notas                                                 |
| -------------------------------------------------------------------- | ------------------- | ---- | ------------------------- | ----------------------------------------------------- |
| Iglesia Metodista Unida Central                                      | Detroit             | 1866 |                           |                                                       |
| Antigua Ópera de Detroit                                             | Detroit             | 1868 |                           |                                                       |
| Ford Piquette Avenue Plant                                           | Detroit             | 1904 |                           |                                                       |
| Dodge Main Factory                                                   | Detroit             | 1910 |                           |                                                       |
| Fyfe Building                                                        | Detroit             | 1919 | Amedeo Leone              |                                                       |
| Hilberry Theatre                                                     | Detroit             | 1917 | Field, Hinchman and Smith | Originalmente la primera iglesia de Cristo científico |
| Yost Ice Arena, University of Michigan                               | Ann Arbor           | 1923 | T. J. Hinchman            | Anteriormente, Yost Field House                       |
| J. L. Hudson Department Store and Addition                           | Detroit             | 1946 |                           | Derribado en 1998                                     |
| Bankers Trust Building                                               | Detroit             | 1925 | Wirt C. Rowland           |                                                       |
| The Players Clubhouse                                                | Detroit             | 1925 | William E. Kapp           |                                                       |
| Buhl Building                                                        | Detroit             | 1925 | Wirt C. Rowland           |                                                       |
| Mistersky Power Plant                                                | Detroit             | 1925 | Amedeo Leone              |                                                       |
| Jefferson Avenue Presbyterian Church                                 | Indian Village      | 1926 | Wirt C. Rowland           |                                                       |
| Meadow Brook Hall                                                    | Rochester           | 1926 | William E. Kapp           |                                                       |
| Parke-Davis Administration Building                                  | Detroit             | 1926 | Amedeo Leone              |                                                       |
| Detroit–Columbia Central Office Building                             | Detroit             | 1927 | Wirt C. Rowland           |                                                       |
| Kelvinator Administration Building                                   | Detroit             | 1927 | Amedeo Leone              | Conocido como Plymouth Road Office Complex (PROC)     |
| League of Catholic Women Building                                    | Detroit             | 1927 |                           |                                                       |
| Country Club of Detroit                                              | Grosse Pointe Farms |      | Amedeo Leone              |                                                       |
| School and convent buildings, Iglesia de San Pablo                   | Grosse Pointe Farms |      |                           |                                                       |
| Music Hall Center for the Performing Arts                            | Detroit             | 1928 | William E. Kapp           |                                                       |
| Intramural Sports Building, University of Michigan                   | Ann Arbor           | 1928 | Theodore J. Hinchman      |                                                       |
| Penobscot Building                                                   | Detroit             | 1928 | Wirt C. Rowland           |                                                       |
| Guardian Building                                                    | Detroit             | 1929 | Wirt C. Rowland           | Sede de la oficina de SmithGroup en Detroit           |
| Denby High School                                                    | Detroit             | 1930 | Wirt C. Rowland           |                                                       |
| Pershing High School                                                 | Detroit             | 1930 | Wirt C. Rowland           |                                                       |
| Biblioteca Pública de Detroit                                        | Detroit             | 1932 |                           |                                                       |
| Rackham School of Graduate Studies, Universidad de Míchigan          | Ann Arbor           | 1938 |                           |                                                       |
| Eastern Michigan University                                          | Ypsilanti           | 1941 |                           |                                                       |
| GM Tech Center                                                       | Warren              | 1955 |                           |                                                       |
| 1001 Woodward                                                        | Detroit             | 1965 |                           |                                                       |
| Whiting Auditorium                                                   | Sílex               | 1967 |                           |                                                       |
| National Institutes of Health Research Laboratories                  | Bethesda            | 1968 |                           |                                                       |
| Kmart Corporation International Headquarters                         | Troya               | 1969 |                           |                                                       |
| Hospital Harper en el Detroit Medical Center                         | Detroit             | 1970 |                           |                                                       |
| Hart Plaza                                                           | Detroit             | 1978 |                           | Incluyendo la fuente Dodge diseñada por Isamu Noguchi |
| Joe Louis Arena                                                      | Detroit             | 1979 |                           | Sede anterior del Detroit Red Wings                   |
| IBM Corporation Manufacturing and Engineering Complex                | Tucson              | 1979 |                           |                                                       |
| Defense Intelligence Agency Headquarters                             | Washington          | 1984 |                           |                                                       |
| Eli Lilly and Company Biomedical Research Center                     | Indianapolis        | 1984 |                           |                                                       |
| Chrysler World Headquarters                                          | Auburn Hills        | 1996 |                           |                                                       |
| Comerica Park                                                        | Detroit             | 2000 |                           | Sede de los Detroit Tigers                            |
| Phelps Dodge Corporate Headquarters                                  | Phoenix             | 2001 |                           |                                                       |
| Chesapeake Bay Foundation Headquarters                               | Annapolis           | 2001 |                           |                                                       |
| Edward H. McNamara Terminal Aeropuerto Internacional de Detroit      | Romulus             | 2002 |                           |                                                       |
| University of California, San Francisco Mission Bay Genentech Hall   | San Francisco       | 2002 |                           |                                                       |
| Ford Field                                                           | Detroit             | 2002 |                           | Sede de los Detroit Lions                             |
| Consumers Energy, Corporate Headquarters                             | Jackson             | 2003 |                           |                                                       |
| Discovery Communications World Headquarters                          | Silver Spring       | 2003 |                           |                                                       |
| Federal Reserve Bank of Chicago Detroit Branch                       | Detroit             | 2004 |                           |                                                       |
| Visteon Village, Corporate Headquarters                              | Detroit             | 2004 |                           |                                                       |
| Lawrence Berkeley National Laboratory Molecular Foundry              | Berkeley            | 2006 |                           |                                                       |
| National Academies Building                                          | Washington          |      |                           |                                                       |
| Chandler City Hall                                                   | Chandler            | 2010 |                           |                                                       |
| GateWay Community College, Integrated Education Building             | Phoenix             | 2012 |                           |                                                       |
| Brock Environmental Center                                           | Virginia Beach      | 2014 |                           |                                                       |
| University of Illinois, Electrical and Computer Engineering Building | Urbana              | 2014 |                           |                                                       |
| Universidad de Pensilvania, Stephen Un. Levin Edificio               | Filadelfia          | 2016 |                           |                                                       |
| Museo de la Biblia                                                   | Washington          | 2017 |                           |                                                       |
| University of Texas at Dallas Engineering Building                   | Dallas              | 2018 |                           |                                                       |
| California Pacific Medical Center - Van Ness Campus                  | San Francisco       | 2019 |                           |                                                       |